# ملکه نایجا
ملکه نایجا بولز (به انگلیسی: Queen Naija Bulls) (زاده ۱۷ اکتبر ۱۹۹۵) که بیشتر با نام ملکه نایجا، شناخته می شود، خواننده آمریکایی است. او کار خود را به عنوان یک وبلاگ نویس یوتیوب آغاز کرد و در فصل سیزدهم امریکن آیدل ظاهر شد. تک آهنگ او در سال ۲۰۱۷، "دارو" در بین ۵۰ آهنگ برتر بیلبورد هات ۱۰۰ به اوج رسید. سال بعد، او با کپیتال رکوردز قرارداد امضا کرد.